# Янковский, Виктор Павлович
Виктор Павлович Янковский (11 марта 1907, Санкт-Петербург — 10 марта 1966, Ленинград) — советский военный деятель, Генерал-майор (1944).

## Начальная биография
Виктор Павлович Янковский родился 11 марта 1907 года в Санкт-Петербурге.

## Военная служба

### Довоенное время
В сентябре 1923 года Янковский был призван в ряды РККА и был направлен на обучение в Тамбовскую пехотную школу, а в сентябре 1924 года — в Рязанскую пехотную школу, после окончания которой с сентября 1925 года служил в 44-м стрелковом полку (Украинский военный округ) на должностях командира стрелкового взвода, временно исполняющего должность начальника химической службы полка, командира взвода и временно исполняющего должность начальника полковой школы, командира роты и помощника командира батальона.
С августа по декабрь 1931 года Янковский исполнял должность коменданта города Николаев в штабе 15-й стрелковой дивизии.
В январе 1932 года был переведён на службу в штаб 12-й стрелковой дивизии ОКДВА, где исполнял должность помощника начальника 1-го отделения и временно исполнял должность начальника 2-го отделения штаба дивизии.
С сентября 1936 года Виктор Павлович Янковский был слушателем Военной академии имени М. В. Фрунзе, однако, окончив два курса академии, в июле 1938 года был уволен в запас РККА по статье 43, пункт «а».
В феврале 1939 года Янковский был вновь призван в ряды РККА и был назначен на должность преподавателя тактики Рязанского пехотного училища, а в декабре — на должность преподавателя тактики Ивановских КУНС запаса.
В 1940 году окончил вечерний факультет Военной академии имени М. В. Фрунзе и в декабре 1940 года был назначен на должность преподавателя кафедры общей тактики этой же академии.

### Великая Отечественная война
В августе 1941 года был назначен на должность начальника штаба 395-й стрелковой дивизии, находившейся сначала в составе Харьковского Военного Округа, а затем переданной в резерв Ставки ВГК.
С января 1942 года дивизия в составе 18-й армии принимала участие в ходе Донбасской и Ростовской операций, а также в битве за Кавказ.
В марте 1943 года Янковский был назначен на должность начальника штаба 23-го стрелкового корпуса, принимавшего участие в Белгородско-Харьковской наступательной операции и битве за Днепр.
В октябре 1943 года Виктор Павлович Янковский был назначен на должность командира 30-й стрелковой дивизии (1-я гвардейская армия, 1-й Украинский фронт). Дивизия под командованием Янковского отличилась в ходе Киевских наступательной и оборонительной операций, а также в Проскуровско-Черновицкой, Житомирско-Бердичевской операциях и при освобождении Изяслава, Староконстантинова, Монастыриски и Житомира, за что была награждена орденом Красного Знамени, а Виктор Павлович Янковский — орденом Кутузова 2 степени.
Указом Президиума Верховного Совета СССР от 28 декабря 1943 года награжден орденом Ленина.
С июля 1944 года Янковский исполнял должность командира 74-го стрелкового корпуса, участвовавшего в Львовско-Сандомирской и Восточно-Карпатской операциях. В связи с излечением и возвращением из госпиталя в октябре 1944 года прежнего командира корпуса Янковский был вновь назначен на должность командира 30-й стрелковой дивизии, принимавшей участие в Пражской наступательной операции и освобождении города Оломоуц. За образцовое выполнение заданий командования Янковский был награждён орденом Богдана Хмельницкого 2-й степени.

### Послевоенная карьера
В июле 1945 года Янковский был затем назначен командиром 263-й стрелковой Сивашской дивизии (Северная группа войск).
С марта 1946 года учился в Высшей военной академии имени К. Е. Ворошилова, после окончания которой с мая 1948 года исполнял должность старшего преподавателя этой академии.
В марте 1950 года Янковский был откомандирован в распоряжение Министерства национальной обороны Польской республики, где исполнял должность советника министра национальной обороны. В январе 1952 года был назначен на должность начальника Главного управления боевой подготовки Советской Армии, а в апреле 1953 года — на должность начальника кафедры тактики Военно-транспортной академии имени Л. М. Кагановича.
В марте 1956 года Виктор Павлович Янковский вышел в запас. Умер 10 марта 1966 года в Ленинграде.

## Награды
- Два ордена Ленина;
- Четыре ордена Красного Знамени;
- Орден Кутузова 2 степени;
- Орден Богдана Хмельницкого 2 степени;
- Орден Красной Звезды;
- Медали.